# Оліївські липи
Олі́ївські ли́пи — ботанічна пам'ятка природи місцевого значення в Україні. Розташована в селі Оліїв Тернопільського району Тернопільської області, поруч з автодорогою Т 2013. 
Площа 0,03 га. Статус присвоєно згідно з рішенням Тернопільскої обласної ради від 04.12.2014 року № 1839. Перебуває у віданні: Оліївська сільська рада. 
Статус присвоєно для збереження 3 дерев липи серцелистої віком понад 150 років. 